# 古雷寺
古雷寺，位于中国青海省循化县道帏乡古雷村，为第六批青海省文物保护单位，公布日期为1998年12月22日，类型为古建筑。
古雷寺的历史年代为明。